# Supanat Chalermchaichareonkij
Supanat Chalermchaichareonkij (Thaí: ศุภณัฐ เฉลิมชัยเจริญกิจ) (31 de julio de 1986, Chainat), es un actor y cantante pop y Thai countrytailandés, surgido del concurso de talentos, UBC Academy Fantasia season 2 en 2005. Se graduó en la carrera de administración en la Dhurakij Pundit University en Bangkok.

## Obras

### Música
- Album "Ray Khai Fun (Dream for Sale)" (AF2) released October 2005

Listen
- Album "Show Aof" (The 1st solo album) released March 2006

Listen
- Album "Dream Team" (All Star AF 1-2) released June 2006

Listen
- Album "AF The Musical: Ngern Ngern Ngern (All Star AF 1-2-3) released May 2007

Watch
- Album "Rak Thon Rak Nan" (The 2nd solo album featuring Arphaporn Nakhonsawan, Pornchita "Benz" Na Songkhla, Pamela Bowden and Luk Nok Supaporn) released August 2007

Listen

### Drama Series
- Kling Wai Kon Pho Sorn Wai - Episode: Boundless Friendship (Channel 7)
- Puen Rak Nak La Fun (Channel 7)

### Películas
- The One (Phranakorn Film) on Theatre 23 August 2007

Official Site
- Konbuy The Movie (Sahamongkol Film) on Theatre 27 December 2007

Official Site

### Libro
- Aof Supanat (Thunder Publishing) released October 2006

### Ads
- Close-Up toothpaste(2006)

Ads 1 : When Aof Was Challenged Archivado el 15 de septiembre de 2008 en Wayback Machine.
Ads 2 : When Aof's Teeth was White and Clean (enlace roto disponible en Internet Archive; véase el historial, la primera versión y la última).
Ads 3 : 10 baht Close-Up Archivado el 26 de agosto de 2008 en Wayback Machine.
- Honda Click (2006)

Honda Click Archivado el 26 de agosto de 2008 en Wayback Machine.
- TrueMove Chaiyo Sim (2007)

TrueMove Chaiyo Sim

### Producción
- As Tee in AF The Musical: Ngern Ngern Ngern (31 March - 8 April 2007, 12 rounds)
- As Koro in AF The Musical: Jojosan - adapted from Puccini's Madame Butterfly (9-31 August 2008, 19 rounds)

### Premios
- The Winner of UBC Academy Fantasia Season 2 (2005)
- Khom Chad Leuk Awards: Popular New Artist 2006 from Kom Chad Leuk Newspaper
- Sudsapda Awards Young & Smart Vote: Popular Artist 2006 from Sudsapda Magazine